# Gothic Lolita

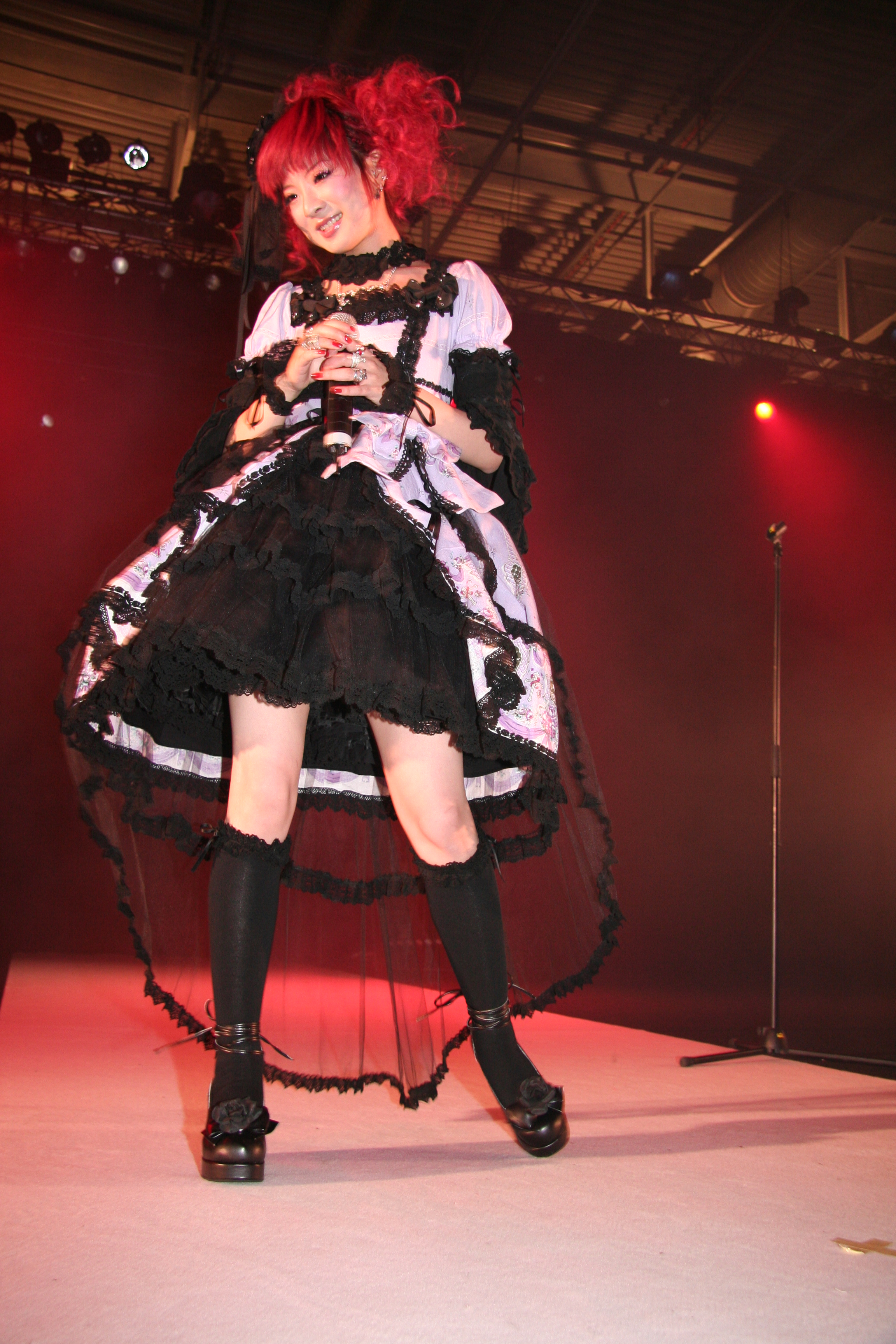
Den japanska sångaren Nana Kitade som gothic lolita.

Gothic Lolita (GL) är en stil inom den japanska subkulturen Lolita.  Färgschemat går i svartvitt och sammet är populärt. Stilen har influenser från det västerländska goth-modet med kors och mörka färger. Gothic Lolita är emellertid en mer rar och oskuldsfull stil än den rena goth-stilen. Gothic Lolita-flickor sminkar sig normalt med vitt eller ljust puder, svart ögonsmink och läppstift i mörka nyanser eller svart. En subgenre inom Gothic Lolita är Kuro Lolita, svart Lolita. Den påminner om Gothic Lolita, men går helt i svart.
En ofta förekommande designer inom Gothic Lolita-modet är bandledaren Mana, som med sitt klädmärke Moi-même-Moitié, rönt stora framgångar på den japanska marknaden och så gott som intrudocerat stilarna Elegant Gothic Lolita (benämns oftast som EGL) och Elegant Gothic Aristocrat (benämns oftast som 'EGA') till marknaden.
Vid konventet UppCon i Uppsala brukar det organiseras modevisningar för bland andra GL och EGL
För närvarande finns det inga etablerade butiker i Sverige som säljer kläder inom detta mode